# Hibiscus boranensis
Hibiscus boranensis är en malvaväxtart som beskrevs av Georg Cufodontis. Hibiscus boranensis ingår i Hibiskussläktet som ingår i familjen malvaväxter. Inga underarter finns listade i Catalogue of Life.